# Miscanthus junceus
Miscanthus junceus är en gräsart som först beskrevs av Otto Stapf, och fick sitt nu gällande namn av Pilg.. Miscanthus junceus ingår i släktet miskantusar, och familjen gräs. Inga underarter finns listade i Catalogue of Life.